# 라디오 ToHeart2
Radio ToHeart2（ラジオ トゥハート ツー）는, 아쿠아플러스에서 발매된 ToHeart2와 관련된 인터넷 라디오방송으로, 온센과 아니메이트TV에서 배포되었다. 총 116회.
이 방송 종료 후 약 1개월 후에, 후속 방송으로『사사라・마량의 생도회 회장 라디오 for ToHeart2』의 방송이 시작되었다.

## 방송개요
- 2005년 10월 6일 개시
- 진행자 오치아이 유리카(落合祐里香, 유즈하라 코노미역)・이토 시즈카(伊藤静, 코우사카 타마키역)
- 제1회 - 제25회
  - 제1회는 오치아이 유리카만. 이토 시즈카는 사정에 의해서 불참(본인에 의하면 어른의 사정)
  - 매주 목요일에 아니메이트TV와 온센에서 동시 갱신

「カレーの隠し味(카레의 조미료)」만 각자 다른 파트가 준비되어있다(후술의「カレーの隠し味(카레의 조미료)」을 참고). カレーの隠し味(카레의 조미료)이 없을 때에도 각각의 코너에서 다른 파트가 준비되어 있다.
- 제26회 - 제77회
  - 지상파진출, 라디오칸사이(CRK)의 アニたまどっとコム계약으로『온센ANNEX』에서 매주금요일 새벽 2시30분 ~ 3시의 30분 방송으로 방송을 개시. 제 77회를 기점으로 온센ANNEX 계약종료따라 라디오 칸사이에서의 방송은 종료했다.
  - 온센에선 4월 11일부터 매주 화요일 갱신, 아니메이트TV에선 4월 13일부터 매주 목요일의 갱신이 돼서, 인터넷서는 지금까지 하던 것처럼 바로 들을 수는 없게 되었다.
  - 온센에서의 배포판은, 라디오 칸사이에서의 방송과 아니메이트TV에서의 배포를 위해 시간을 맞추기 위해 잘린 부분도 들어가 있어서 각회당 약 15분전후로 길어져있다. 하지만 온센판은 최신 방송분밖에 듣지 못하고 음질은 아니메이트TV판보다 떨어진다. 하지만 유료로 BEWE의 온센서포터즈클럽<音泉組合>에서 최신의 방송분과 2회전까지의 음질이 향상된 온센판을 듣는 것이 가능했다.
- 제78회 - 제96회
  - 온센에서의 배포일이 매주 목요일로 변경되었다. 아니메이트TV는 이전과 다름없이 매주 목요일 배포였지만, 온센보다 1주일 늦었다.
  - 「天使のつぶやき、小悪魔のささやき(천사의 혼잣말, 악마의 속삭임)」만 각자 다른 파트가 준비되어있다(후술의「天使のつぶやき、小悪魔のささやき(천사의 혼잣말, 악마의 속삭임」를 참고)
  - 배포일의 차이에 의해 온센과 아니메이트TV의 내용이 다소 다른 경우가 있다.[1]
- 제99회 - 제116회(최종회)
  - 이토 시즈카가 빠지고 오치아이 유리카 혼자 메인 진행자를 맡는 구성이 되어서, 코너 등이 대폭 리뉴얼되었다. 또 이 사이엔 거의 매회 혼자 하는 게 아니라 게스트가 등장했다.
  - 온센과 아니메이트TV에서의 배포상태는 바뀐 점이 없다. 하지만 배포사이트간의 내용의 차이가 없어져 동일한 내용을 배포

### 횟수 표기에 대해서
- 전술 한 것처럼, 통산 제26회부터 라디오 칸사이에서의 방송이 개시에 그에 따른 코너등의 리뉴얼이나 스폰서의 변경이 있었다. 이걸 계기로 온센에선 통산 제26회=리뉴얼 제1회로 하고, 그 이후의 방송 소개 페이지에서는 통산횟수・배포일과 리뉴얼제X회의 3개가 같이 쓰였다.
  - 통산 제99회부터 2회째의 리뉴얼이 행해졌지만 리뉴얼제X회의 리셋은 행해지지 않았다.
- 라디오 칸사이에선 방송1회째(전술에 의해서 통산 제26회)를 제1회로 한다.
- CD도 통산 26회를 제1회로 한다(따라서 1~25회는 수록되어있지 않다)
- 이 항목에서 횟수를 표기할때는 특별히 명시하지 않는 한 통산횟수를 표기한다.

## 코너
- 오프닝파트

방송 콜（제4회 - 제25회・제116회）
방송 타이틀의 콜. 엄청 부끄러운 것이어서, 매회 자신이 말한 그걸 들은 진행자의 텐션이 이상해졌다.
숏 드라마（제26회 - 제96회）
초반과 CM후에 흐르는 코노미(오치아이 유리카)와 타마키((이토 시즈카)의 연기로 진행되는 미니 드라마(하지만「カレーの隠し味(카레의 조미료)」방송시에는 CM후의 드라마는 휴방)
- A파트

게스트 소개( - 제18회・첫 등장의 게스트가 있을 때만）
게스트를 소개하고, 입학심사라는 이름의 앙케이트란 제목으로 게스트에 대한 몇가지 질문을 한다.
私のツボ(나의 단지, 第99回 - 第115回)
게스트 진행자가 푹 빠져있는 것을 소개하는 프리 토크 코너
ふつおた(후츠오타)
방송에 보내온 메일을 소개한다.
○○様の耳は猫の耳(○○님의 귀는 고양이귀,제20회 - 제24회)
CD RATED(후술)의 코너「王様の耳は猫の耳(임금님 귀는 고양이 귀)」의 반대버전. 그 회의 게스트에 대해서, 진행자 2명이 이야기한다. 그 사이, 게스트는 수록부스에서 쫓겨나 어떤 내용이 방송되는가는 방송될때까지 모른다.
○○엔 게스트의 이름이 들어간다.
노래 소개( - 제25회・이후 부정기적）
ToHeart2관련의 노래를 방송한다. 게스트가 있을 때에는 게스트가 부른 곡이 메인.
- B파트 1

子猫! ボス猫! 普通の子猫!(아기고양이! 보스고양이! 보통 아기고양이!, - 제14회）
어떤 상황에 대해서 아기고양이(코노미 또는 오치아이 유리카), 보스고양이(타마키 또는 이토 시즈카), 보통 아기고양이(보통 여자아이, 게스트가 담당. 게스트가 없을 경우는 2명중 한쪽이 담당)이 각자 할 것만 같은 행동을 모집해 그걸 읽는다. 진행자에게 제목을 읽게하는 것만으로도 좋았다.
ToHeart2式暗記法!(ToHeart2식 암기법!, 제15회 - 제39회）
ToHeart2나 진행자 관련의 용어로 연호나 화학식을 말 맞추기로 암기할 수 있는 대사를 모집해서 소개한다. 그 다음 회의 코너가 시작할 때, 전회에서 소개된 대사를 오치아이 유리카가 자신의 곡을 붙여서 노래하는 것이 상례가 되었다.
自分からの卒業(자신에서의 졸업, 제40회 - 제77회）
청취자의 지금까지 어떻게 해도 그만둘 수 없었던 일을 소개한다.
ToHeart2学園効果文字部(Toheart2학원효과문학부, 제78회 - 제96회）
애니메이션이나 게임에서 나오는 효과음, 예를 들자면 새 울음소리. 일본에선「コケコッコー」=「닭의 울음소리」라는 공통인식이 가능하다. 그「コケコッコー」에 맞는「효과문자」를 결정하는 코너.
恋愛個人授業　～あなただけのレッドペン先生～(연애 개인수업 ~당신만의 빨간펜 선생~, 제99회 - 제116회)
- B파트 2

学校の○談（학교의○담 - 제25회）
○을 채울 단어를 모집해서 완성한 문장에 대해서 이야기한다.
カレーの隠し味(카레의 조미료 - 제25회・이후 부정기적）
카레에 넣을 식재료를 모집. 조미료의 이름이 적힌 메일을 무작위로 선정해서, 그 식재료를 카레에 넣는다. 파트는 쿠킹 타임, 테이스팅 타임, 판정 타임의 3부 구성. 1주일 간격으로 오치아이 유리카와 이토 시즈카가 만드는 역과 먹는 역을 교대로 맡고, 테이스팅 타임·판정 타임에서 먹는 역과 게스트가 만들어진 카레를 먹어 평가한다. 조리라고 해도 기본적으로 만들어진 카레에 섞을 뿐으로 보통의 식품이라도 맛없어질 때가 많다.
이 코너는 쿠킹 타임을 아니메이트TV에서만, 테이스팅 타임을 온센에서만 들을 수 있었기 때문에, 양쪽을 다 듣기 위해서는 각 사이트에서 각 파트를 들을 필요가 있었다.
2006년 4월부터 부정기적이 되었다. 이 코너가 있는 주에는 다른 코너가 휴방이 돼서 본방송의 거의 전체가 카레의 조미료 코너가 됐다.
ToHeart2 インフォメーション（ToHeart2 인포메이션 - 제25회・이후 부정기적）
ToHeart2에 관련된 공지
あなたへToHeart つー！(당신에게 ToHeart 투! 제26회 - 제77회・제101회・제116회)
여자마음을 자극하는 "ToHeart2(투)"적인 말(아무렇지 않은 말도, 고백의 말도, 가슴에 팍 꽂히는 대사)를 모집·소개한다. Good인 말에는 코노미(오치아이 유리카가「활활 불타오릅니다」, Bad인 말에는 타마네(이토 시즈카)가「아이언클로!」란 판단을 내린다. 제57회부터는 오치아이 유리카·이토 시즈카의 의견이 나뉘어「활활 불타오릅니다」란 판정이 줄어들었다(처음에는 잠정적으로 오치아이 유리카가 말했지만, 제59회부터는 두 사람이 말하게 되었다)
게스트가 왔을 때에는 투고된 말이나 판정의 대사를 게스트에게 말하게 하는 것이 상례가 되었다.
天使のつぶやき、小悪魔のささやき(천사의 혼잣말·악마의 속삭임, 제78회 - 제96회）
「あなたにToHeart2」의 발전판. 청취자에게서 대사를 모집해서,「마음이 구원받는 말」「치유되는 말」이란 "천사의 말" 그리고「뭘 해도 안되는 자신을 괴롭히는 말」, 하지만 조금은 상냥함이 숨겨져있는 "악마의 속삭임"을 소개한다. 천사의 말은 온센에서, 악마의 속삭임은 아니메이트TV에서 방송.
響け！　あなたの学校の新しい校歌！(울려라! 당신의 학교의 새로운 교가! 제99회 - 제115회)
- ED파트

## 방송리스트
- 일본어판

| 放送回  | 放送日     | サブタイトル                                          | 特記事項                |
| ------- | ---------- | ----------------------------------------------------- | ----------------------- |
| 第01回  | 2005/10/06 | 『波乱の船出？』                                      |                         |
| 第02回  | 2005/10/13 | 『タマ姉、来たる。』                                  |                         |
| 第03回  | 2005/10/20 | 『ゲストが来ました。』                                |                         |
| 第04回  | 2005/10/27 | 『出張ミステリ研』                                    |                         |
| 第05回  | 2005/11/03 | 『初ちゅーは小学生のときらしいぞ、うー。』            |                         |
| 第06回  | 2005/11/10 | 『これで勝ったと思うなよ！』                          |                         |
| 第07回  | 2005/11/17 | 『インドネシア語だそうです。』                        |                         |
| 第08回  | 2005/11/24 | 『今日はひとりやで』                                  |                         |
| 第09回  | 2005/12/01 | 『さよにゃんとポキンアイス』                          |                         |
| 第10回  | 2005/12/08 | 『今日はふたりで』                                    |                         |
| 第11回  | 2005/12/15 | 『前世はティッシュ。』                                |                         |
| 第12回  | 2005/12/22 | 『射手座のオンナたち』                                |                         |
| 第13回  | 2005/12/29 | 『ゆりしー、年の最後に絶叫すの巻』                    |                         |
| 第14回  | 2006/01/12 | 『絶対「なまぐすり」って読むと思った。』              |                         |
| 第15回  | 2006/01/19 | 『ゆりしーのダイエット合宿』                          |                         |
| 第16回  | 2006/01/26 | 『おまえら帰れ！（いきなり！？）』                    | 公開録音                |
| 第17回  | 2006/02/02 | 『「鬼は内、福は外」ｂｙゆりしー』                    |                         |
| 第18回  | 2006/02/09 | 『きみには、天使の羽が見えるか？！』                  |                         |
| 第19回  | 2006/02/16 | 『私よく20回近くもゆりしーにつきあってるよなー。』    |                         |
| 第20回  | 2006/02/23 | 『このケシゴムのにおいがたまらないわあ』              |                         |
| 第21回  | 2006/03/02 | 『カラスも食べるうまい棒』                            |                         |
| 第22回  | 2006/03/09 | 『私もこれで生きていける。』                          |                         |
| 第23回  | 2006/03/16 | 『指つっこんだら折れたー』                            |                         |
| 第24回  | 2006/03/23 | 『ゆりしーがふたりいる！』                            |                         |
| 第25回  | 2006/03/30 | 『そして、牛タンを食うおんな』                        |                         |
| 第26回  | 2006/04/07 | 『けっきょく、ぐたぐたですよ。』                      | CRK開始                 |
| 第27回  | 2006/04/14 | 『ひとは見かけによらぬもの』                          |                         |
| 第28回  | 2006/04/21 | 『このみ、宇宙へ！』                                  |                         |
| 第29回  | 2006/04/28 | 『ラーメン屋さんでバイトしたい』                      |                         |
| 第30回  | 2006/05/05 | 『帰りたい。』                                        | カレーの隠し味SP        |
| 第31回  | 2006/05/12 | 『第３種接近遭遇』                                    |                         |
| 第32回  | 2006/05/19 | 『イカは一杯、二杯かな。』                            |                         |
| 第33回  | 2006/05/26 | 『宇宙人の季節』                                      |                         |
| 第34回  | 2006/06/02 | 『アメリカでは人口の５%が宇宙人にさらわれている！』   |                         |
| 第35回  | 2006/06/09 | 『今日は帰りたい。』                                  | カレーの隠し味SP        |
| 第36回  | 2006/06/16 | 『おとこ湯の神秘』                                    |                         |
| 第37回  | 2006/06/23 | 『そうか『ＴｏＨｅａｒｔ２』のラジオだったんだ！』    |                         |
| 第38回  | 2006/06/30 | 『今日のゆりしーはちょっとヘンだ。』                  |                         |
| 第39回  | 2006/07/07 | 『流しそうめんは、さみしいというかせつない』          |                         |
| 第40回  | 2006/07/14 | 『もうすぐ夏休み、そしてかなわぬ夢』                  |                         |
| 第41回  | 2006/07/21 | 『ものまねの精度』                                    |                         |
| 第42回  | 2006/07/28 | 『ゆりしー、汗かいてる。素敵。（自画自賛）』          |                         |
| 第43回  | 2006/08/04 | 『８月夏のスペシャル第１弾。』                        |                         |
| 第44回  | 2006/08/11 | 『夏のスペシャル企画第２弾。』                        |                         |
| 第45回  | 2006/08/18 | 『今までは、誰だったのさ！？』                        | ふつおたSP              |
| 第46回  | 2006/08/25 | 『今日はカレースペシャルるるるるるー』                | カレーの隠し味SP        |
| 第47回  | 2006/09/01 | 『幕張より愛をこめて』                                | 公開録音                |
| 第48回  | 2006/09/08 | 『台本どおりに幕は上がり(たまには)』                  |                         |
| 第49回  | 2006/09/15 | 『なんでも暴露します。』                              |                         |
| 第50回  | 2006/09/22 | 『今さらぼくらに驚きはありませんが。』                |                         |
| 第51回  | 2006/09/29 | 『宇宙戦争』                                          |                         |
| 第52回  | 2006/10/06 | 『アズ・タイムス・ゴー・バイ』                        | ふつおたSP              |
| 第53回  | 2006/10/13 | 『Ｓｕａｒａに迫る魔手』                              |                         |
| 第54回  | 2006/10/20 | 『あー、いらん、いらん。』                            |                         |
| 第55回  | 2006/10/27 | 『片付ければいいのでは』                              | カレーの隠し味SP        |
| 第56回  | 2006/11/03 | 『こんなゆりしーやめたい』                            |                         |
| 第57回  | 2006/11/10 | 『夢十夜』                                            |                         |
| 第58回  | 2006/11/17 | 『北風が吹いているよ、背中に』                        |                         |
| 第59回  | 2006/11/24 | 『それは嬉々として話すことではない』                  |                         |
| 第60回  | 2006/12/01 | 『今日は触るわよ』                                    |                         |
| 第61回  | 2006/12/08 | 『クリスマスでしょ、コミケでしょ。』                  |                         |
| 第62回  | 2006/12/15 | 『ルンルンカップルの季節』                            |                         |
| 第63回  | 2006/12/22 | 『もう恋なんてしない』                                |                         |
| 第64回  | 2006/12/29 | 『あけましておめでとうございます。』                  |                         |
| 第65回  | 2007/01/05 | 『新キャラ「女教師ゆりか」』                          |                         |
| 第66回  | 2007/01/12 | 『カレーの隠し味SP・お正月スペシャル』                | カレーの隠し味SP        |
| 第67回  | 2007/01/19 | 『２００７年はOVA『ToHeart２』で、どうですか！』      |                         |
| 第68回  | 2007/01/26 | 『カラダを使うのは卑怯だぞ！』                        |                         |
| 第69回  | 2007/02/02 | 『疑惑の解明』                                        |                         |
| 第70回  | 2007/02/09 | 『バレンタイン、どうすか。』                          |                         |
| 第71回  | 2007/02/16 | 『ゆりしー最近、つっこみになったんじゃない？』        |                         |
| 第72回  | 2007/02/23 | 『温泉と星空』                                        |                         |
| 第73回  | 2007/03/02 | 『ゆりしー結構役者だなあ』                            |                         |
| 第74回  | 2007/03/09 | 『和といえばリング、リングといえばホラー』            |                         |
| 第75回  | 2007/03/16 | 『合同イベントであります。』                          |                         |
| 第76回  | 2007/03/23 | 『自由な校風ですから』                                |                         |
| 第77回  | 2007/03/30 | 『関西からの使者』                                    | CRK最終回               |
| 第78回  | 2007/04/12 | 『もうすぐイベント』                                  |                         |
| 第79回  | 2007/04/19 | 『一年中眠いのであります』                            |                         |
| 第80回  | 2007/04/26 | 『ショートパンツと胸元のオンナ』                      |                         |
| 第81回  | 2007/05/03 | 『メロメロであります（ｂｙ小山力也）』                | 公開録音                |
| 第82回  | 2007/05/10 | 『ころのなかのあおぞら』                              |                         |
| 第83回  | 2007/05/17 | 『招かれざる客』                                      |                         |
| 第84回  | 2007/05/24 | 『新境地開拓中』                                      |                         |
| 第85回  | 2007/05/31 | 『今日はたくさんさわりたいと思います』                |                         |
| 第86回  | 2007/06/07 | 『ゆりしーの星で生産されています』                    |                         |
| 第87回  | 2007/06/14 | 『宇宙人＝ストーカー説』                              |                         |
| 第88回  | 2007/06/21 | 『オシャレのはずが…』                                 |                         |
| 第89回  | 2007/06/28 | 『宇宙からの留学生ですもの』                          |                         |
| 第90回  | 2007/07/05 | 『もうすぐ夏です（まだ梅雨ですが)』                   |                         |
| 第91回  | 2007/07/12 | 『せちがらい世の中です。』                            |                         |
| 第92回  | 2007/07/19 | 『まだ、このメールは届くのでしょうか』                |                         |
| 第93回  | 2007/07/26 | 『さくっと、録ろう』                                  |                         |
| 第94回  | 2007/08/02 | 『ハートフルなラジオですから（一応）』                |                         |
| 第95回  | 2007/08/09 | 『ケーキ論争の顛末』                                  |                         |
| 第96回  | 2007/08/16 | 『第三の男』                                          |                         |
| 第97回  | 2007/08/23 | 『夏休みスペシャルじゃき（広島弁のつもり）』          | [ 2 ]                   |
| 第98回  | 2007/08/30 | 『法律のギリギリのところ狙っていきます』              | [ 2 ]                   |
| 第99回  | 2007/09/06 | 『甲府事件』                                          |                         |
| 第100回 | 2007/09/13 | 『ムネの力は偉大です』                                | カレーの隠し味SP        |
| 第101回 | 2007/09/20 | 『ケーキは人類の宝』                                  | あなたへToHeartつー！SP |
| 第102回 | 2007/09/27 | 『バイオレンスな人生』                                |                         |
| 第103回 | 2007/10/04 | 『（子供用の）ゲームセンターあらし』                  |                         |
| 第104回 | 2007/10/11 | 『言わしているわけではありません』                    |                         |
| 第105回 | 2007/10/18 | 『まーりゃん、ドリルキーック！』                      |                         |
| 第106回 | 2007/10/25 | 『二年間の休暇』                                      |                         |
| 第107回 | 2007/11/01 | 『そうだ、伊藤さんにいい掃除機を教えてあげよう』      |                         |
| 第108回 | 2007/11/08 | 『大きすぎず小さすぎずを望むのはけしからん』          |                         |
| 第109回 | 2007/11/15 | 『だってキラキラしてないもん』                        |                         |
| 第110回 | 2007/11/22 | 『私の時代は』                                        |                         |
| 第111回 | 2007/11/29 | 『これが力丸の答えだ！』                              |                         |
| 第112回 | 2007/12/06 | 『不摂生のススメ』                                    |                         |
| 第113回 | 2007/12/13 | 『スッピンだから、判別できないし…ま、いいか』         |                         |
| 第114回 | 2007/12/20 | 『獅子座、寅年、そしてオオカミ（要するに食べる方）』  |                         |
| 第115回 | 2007/12/27 | 『いくら食べても４５キロ以上肥らない身体を希望→了承』 |                         |
| 第116回 | 2008/01/10 | 『永遠にみなさんの心の中に（ｂｙゆりしー）』          | 最終回                  |

- 한국어판

| 방송회  | 방송일     | 서브타이틀                                             | 특기사항                |
| ------- | ---------- | ------------------------------------------------------ | ----------------------- |
| 제01회  | 2005/10/06 | 『파란의 출항？』                                      |                         |
| 제02회  | 2005/10/13 | 『타마네, 왔도다』                                     |                         |
| 제03회  | 2005/10/20 | 『게스트가 왔습니다.』                                 |                         |
| 제04회  | 2005/10/27 | 『출장미스테리부』                                     |                         |
| 제05회  | 2005/11/03 | 『첫 키스는 초등학교때 같아, 으~.』                    |                         |
| 제06회  | 2005/11/10 | 『이걸로 이겼다고 생각하지마!』                        |                         |
| 제07회  | 2005/11/17 | 『인도네시아어랍니다.』                                |                         |
| 제08회  | 2005/11/24 | 『오늘은 혼자서』                                      |                         |
| 제09회  | 2005/12/01 | 『샤요냥과 포킨아이스』                                |                         |
| 제10회  | 2005/12/08 | 『오늘은 둘이서』                                      |                         |
| 제11회  | 2005/12/15 | 『전생은 티슈』                                        |                         |
| 제12회  | 2005/12/22 | 『사수좌의 여자들』                                    |                         |
| 제13회  | 2005/12/29 | 『유리시, 연말에 절규하는 편』                         |                         |
| 제14회  | 2006/01/12 | 『절대「なまぐすり」라고 쓰는 줄 알았어.』             |                         |
| 제15회  | 2006/01/19 | 『유리시의 다이어트 합숙』                             |                         |
| 제16회  | 2006/01/26 | 『니네들 돌아가!(갑자기!?)』                           | 공개녹음                |
| 제17회  | 2006/02/02 | 『「귀신은 안으로, 복은 밖으로」by 유리시』            |                         |
| 제18회  | 2006/02/09 | 『너한테는, 천사의 날개가 보이냐!?』                   |                         |
| 제19회  | 2006/02/16 | 『나 잘도 20회 가까이 유리시하고 같이 해왔네~.』       |                         |
| 제20회  | 2006/02/23 | 『이 지우개의 냄새가 참을 수 없어어』                  |                         |
| 제21회  | 2006/03/02 | 『까마귀도 먹는 우마이봉』                             |                         |
| 제22회  | 2006/03/09 | 『나도 이걸로 살아오고 있어.』                         |                         |
| 제23회  | 2006/03/16 | 『손가락 찔러넣었더니 부러졌어.』                      |                         |
| 제24회  | 2006/03/23 | 『유리시가 두명이야!』                                 |                         |
| 제25회  | 2006/03/30 | 『그리고, 규탕을 먹는 여자』                           |                         |
| 제26회  | 2006/04/07 | 『결국, 지쳤어요.』                                    | CRK개시                 |
| 제27회  | 2006/04/14 | 『사람은 겉모습에 의지하지 않는 것』                   |                         |
| 제28회  | 2006/04/21 | 『코노미, 우주로!!』                                   |                         |
| 제29회  | 2006/04/28 | 『라면집에서 아르바이트 하고 싶어』                    |                         |
| 제30회  | 2006/05/05 | 『돌아가고 싶어.』                                     | 카레의 조미료SP         |
| 제31회  | 2006/05/12 | 『제3종접근조우』                                      |                         |
| 제32회  | 2006/05/19 | 『오징어는 한두잔일까나.』                             |                         |
| 제33회  | 2006/05/26 | 『우주인의 계절』                                      |                         |
| 제34회  | 2006/06/02 | 『미국에선 인구의 5%가 우주인에게 털리고 있어!』       |                         |
| 제35회  | 2006/06/09 | 『오늘은 돌아가고 싶어.』                              | 카레의 조미료SP         |
| 제36회  | 2006/06/16 | 『남탕의 신비』                                        |                         |
| 제37회  | 2006/06/23 | 『그런가『ＴｏＨｅａｒｔ２』의 라디오였었어!』         |                         |
| 제38회  | 2006/06/30 | 『오늘의 유리시는 조금 이상해.』                       |                         |
| 제39회  | 2006/07/07 | 『나가시 소면은 외롭달까 불쌍해』                      |                         |
| 제40회  | 2006/07/14 | 『곧 여름방학, 그리고 이루어지지 않는 꿈』             |                         |
| 제41회  | 2006/07/21 | 『흉내내기의 정도』                                    |                         |
| 제42회  | 2006/07/28 | 『유리시, 땀흘리고 있어. 멋져. (자화자찬)』            |                         |
| 제43회  | 2006/08/04 | 『8월 여름의 스페셜 제1탄.』                           |                         |
| 제44회  | 2006/08/11 | 『여름의 스페셜 기획 제2탄』                           |                         |
| 제45회  | 2006/08/18 | 『지금까지 누구였단거야!?』                            | 후츠오타SP              |
| 제46회  | 2006/08/25 | 『오늘은 카레 스페셜셜셜셜셜셜~』                      | 카레의 조미료SP         |
| 제47회  | 2006/09/01 | 『마쿠하리보다 사랑을 담아』                           | 공개녹음                |
| 제48회  | 2006/09/08 | 『대본대로 막은 오른다(가끔은)』                       |                         |
| 제49회  | 2006/09/15 | 『뭐든지 폭로합니다.』                                 |                         |
| 제50회  | 2006/09/22 | 『이제와서 우리에게 놀랄 건 없는데요』                 |                         |
| 제51회  | 2006/09/29 | 『우주전쟁』                                           |                         |
| 제52회  | 2006/10/06 | 『애즈·타임즈·고·바이』                                | 후츠오타SP              |
| 제53회  | 2006/10/13 | 『Ｓｕａｒａ에게 강요하는 마수』                       |                         |
| 제54회  | 2006/10/20 | 『아~, 필요없어, 필요없어.』                           |                         |
| 제55회  | 2006/10/27 | 『정리하면 되는거 아닌지』                             | 카레의 조미료SP         |
| 제56회  | 2006/11/03 | 『이런 유리시 그만두고 싶어』                          |                         |
| 제57회  | 2006/11/10 | 『夢十夜』                                             |                         |
| 제58회  | 2006/11/17 | 『북풍이 불고 있어, 등에』                             |                         |
| 제59회  | 2006/11/24 | 『그건 기뻐하며 이야기할 만한 게 아냐』                |                         |
| 제60회  | 2006/12/01 | 『오늘은 만질꺼야』                                    |                         |
| 제61회  | 2006/12/08 | 『크리스마스죠, 코미케죠.』                            |                         |
| 제62회  | 2006/12/15 | 『룬룬커플의 계절』                                    |                         |
| 제63회  | 2006/12/22 | 『이제 사랑따윈 안해』                                 |                         |
| 제64회  | 2006/12/29 | 『새해 복 많이 받으세요.』                             |                         |
| 제65회  | 2007/01/05 | 『신캐릭터「여교사유리카」』                           |                         |
| 제66회  | 2007/01/12 | 『카레의 조미료・정월 스페셜』                         | 카레의 조미료SP         |
| 제67회  | 2007/01/19 | 『2007년은 OVA『ToHeart２』로 어떻습니까!』            |                         |
| 제68회  | 2007/01/26 | 『몸을 쓰는 건 위법이라고!!』                          |                         |
| 제69회  | 2007/02/02 | 『의혹의 해명』                                        |                         |
| 제70회  | 2007/02/09 | 『발렌타인, 어떻슴까.』                                |                         |
| 제71회  | 2007/02/16 | 『유리시 요새, 태클 거는 쪽이 되지 않았어?』           |                         |
| 제72회  | 2007/02/23 | 『온천과 별하늘』                                      |                         |
| 제73회  | 2007/03/02 | 『유리시 결국 연기자구나아』                           |                         |
| 제74회  | 2007/03/09 | 『和라고 하면 링, 링이라면 호러』                      |                         |
| 제75회  | 2007/03/16 | 『합동이벤트입니다.』                                  |                         |
| 제76회  | 2007/03/23 | 『자유스런 교풍이니까』                                |                         |
| 제77회  | 2007/03/30 | 『칸사이에서의 사자』                                  | CRK최종회               |
| 제78회  | 2007/04/12 | 『이제 곧 이벤트』                                     |                         |
| 제79회  | 2007/04/19 | 『1년내내 졸립니다.』                                  |                         |
| 제80회  | 2007/04/26 | 『숏팬츠와 가슴팍의 여자』                             |                         |
| 제81회  | 2007/05/03 | 『활활 불타오릅니다（ｂｙ코야마 리키야）』             | 공개녹음                |
| 제82회  | 2007/05/10 | 『이맘때의 푸른하늘』                                  |                         |
| 제83회  | 2007/05/17 | 『초대된 손님』                                        |                         |
| 제84회  | 2007/05/24 | 『신경지 개척중』                                      |                         |
| 제85회  | 2007/05/31 | 『오늘은 잔뜩 만지고 싶다고 생각합니다.』              |                         |
| 제86회  | 2007/06/07 | 『유리시의 별에서 생산되고 있습니다.』                 |                         |
| 제87회  | 2007/06/14 | 『우주인＝스토커설』                                   |                         |
| 제88회  | 2007/06/21 | 『멋일리가…』                                          |                         |
| 제89회  | 2007/06/28 | 『우주에서의 유학생인걸요』                            |                         |
| 제90회  | 2007/07/05 | 『곧 여름입니다（또 장마입니까)』                      |                         |
| 제91회  | 2007/07/12 | 『살기 힘든 세상입니다』                               |                         |
| 제92회  | 2007/07/19 | 『또, 이 편지는 보내질까요』                           |                         |
| 제93회  | 2007/07/26 | 『제대로 기록하자』                                    |                         |
| 제94회  | 2007/08/02 | 『하트풀한 라디오니까요（일단）』                      |                         |
| 제95회  | 2007/08/09 | 『케이크 논쟁의 전말』                                 |                         |
| 제96회  | 2007/08/16 | 『제3의 남자』                                         |                         |
| 제97회  | 2007/08/23 | 『여름방학 스페셜 쟈키（히로시마사투리로）』           | [ 2 ]                   |
| 제98회  | 2007/08/30 | 『법률의 아슬아슬한 곳을 노리고 있습니다.』            | [ 2 ]                   |
| 제99회  | 2007/09/06 | 『코후사건』                                           |                         |
| 제100회 | 2007/09/13 | 『무네의 힘은 위대해요』                               | 카레의 조미료SP         |
| 제101회 | 2007/09/20 | 『케이크는 인류의 보물』                               | 당신에게 ToHeart 투! SP |
| 제102회 | 2007/09/27 | 『바이올런스한 인생』                                  |                         |
| 제103회 | 2007/10/04 | 『(애들용의)게임센터 아라시』                          |                         |
| 제104회 | 2007/10/11 | 『말하게 하고 있는 건 아니에요』                       |                         |
| 제105회 | 2007/10/18 | 『마량, 드릴킥!』                                      |                         |
| 제106회 | 2007/10/25 | 『2년간의 휴면』                                       |                         |
| 제107회 | 2007/11/01 | 『그렇지, 이토씨에게 좋은 청소기를 알려주자』          |                         |
| 제108회 | 2007/11/08 | 『크지도 않고 작지도 않은 걸 바라는건 괘씸해』         |                         |
| 제109회 | 2007/11/15 | 『하지만 반짝반짝 거리지 않는 걸』                     |                         |
| 제110회 | 2007/11/22 | 『내 시대는』                                          |                         |
| 제111회 | 2007/11/29 | 『이게 리키마루의 대답이다!』                          |                         |
| 제112회 | 2007/12/06 | 『불섭생의 스스메』                                    |                         |
| 제113회 | 2007/12/13 | 『맨얼굴이니까 판별 할 수 없…뭐, 됐나…』               |                         |
| 제114회 | 2007/12/20 | 『사자좌, 호랑이해, 그리고 늑대(예를 들자면 먹는 분)』 |                         |
| 제115회 | 2007/12/27 | 『아무리 먹어도 45Kg이상 찌지 않는 신체를 희망→승낙』  |                         |
| 제116회 | 2008/01/10 | 『영원히 여러분 마음 속에(ｂｙ유리시)』                | 최종회                  |

- 서브타이틀은 아니메이트TV배포시에 붙여진 것.
- 글자는 게스트가 있는 회.
- 제26회 - 제77회의 방송일은 라디오 칸사이에서의 방송일로, 그 외는 온센에서의 갱신일이다.

## 게스트
| 게스트（괄호안은 맡은 역）        | 제1회 - 제25회        | 제1회 - 제25회        | 제26회 - 제77회       | 제26회 - 제77회       | 제26회 - 제77회       | 제26회 - 제77회       | 제78회 - 제96회       | 제97회 - 제116회 | 제97회 - 제116회 | 제97회 - 제116회 | 제97회 - 제116회 | 제97회 - 제116회 | 제97회 - 제116회 | 라디오CD    |
| --------------------------------- | --------------------- | --------------------- | --------------------- | --------------------- | --------------------- | --------------------- | --------------------- | ---------------- | ---------------- | ---------------- | ---------------- | ---------------- | ---------------- | ----------- |
| 리키마루 노리코(코마키 마나카)    | 3                     | 20                    | 71                    |                       |                       |                       |                       | 110              | 111              |                  |                  |                  |                  | Vol.3특별판 |
| 나카지마 사키(사사모리 카린)      | 4                     | 21                    |                       |                       |                       |                       |                       |                  |                  |                  |                  |                  |                  | Vol.4특별판 |
| 나츠키 리오(루시・마리아・미소라) | 5                     | 22                    | 60                    |                       |                       |                       |                       | 115              |                  |                  |                  |                  |                  | Vol.4특별판 |
| 나바타메 히토미(토나미 유마)      | 6                     |                       |                       |                       |                       |                       |                       |                  |                  |                  |                  |                  |                  |             |
| 요시다 코나미(히메유리 루리)      | 8                     | 24                    |                       |                       |                       |                       |                       | 112              |                  |                  |                  |                  |                  |             |
| 이시즈카 사요리（히메유리 산고）  | 9                     | 23                    |                       |                       |                       |                       |                       | 108              | 109              |                  |                  |                  |                  |             |
| 사토 리나(쿠사카베 유키)          | 17                    |                       |                       |                       |                       |                       |                       |                  |                  |                  |                  |                  |                  |             |
| 하기와라 에미코(HMX-17a 일파)     | 18                    |                       | 67                    |                       |                       |                       |                       |                  |                  |                  |                  |                  |                  |             |
| 칸자키 치로(코마키 이쿠노)        |                       |                       |                       |                       |                       |                       | 85                    |                  |                  |                  |                  |                  |                  | Vol.3특별판 |
| 이토 시즈카(코우사카 타마키)      | 제1회를 제외한 레귤러 | 제1회를 제외한 레귤러 | 제1회를 제외한 레귤러 | 제1회를 제외한 레귤러 | 제1회를 제외한 레귤러 | 제1회를 제외한 레귤러 | 제1회를 제외한 레귤러 | 98               | 100              | 101              | 106              | 107              | 116              |             |
| 오노 료코(쿠스가와 사사라)        |                       |                       |                       |                       |                       |                       |                       | 102              | 103              |                  |                  |                  |                  | Vol.5특별판 |
| 코구레 에마(마량선배)             |                       |                       |                       |                       |                       |                       |                       | 104              | 105              |                  |                  |                  |                  | Vol.5특별판 |
| Suara                             | 7                     | 16                    | 53                    | 54                    | 68                    | 77                    |                       | 97               | 98               | 113              |                  |                  |                  |             |
| 코야마 츠요시                     |                       |                       |                       |                       |                       |                       | 80                    |                  |                  |                  |                  |                  |                  |             |
| 우에하라 레나                     |                       |                       |                       |                       |                       |                       |                       | 114              |                  |                  |                  |                  |                  |             |

## 관련이벤트

### 청취자 여러분!! 공개녹음으로 활활 타오릅니다!!
2007년 4월 22일에 도쿄·디퍼 아리아케에서 같은 온센의 인터넷 라디오『우타와레루모노 라디오』와의 합동 공개녹음 이벤트가 개최되었다. 사회는 코야마 츠요시와 Suara.
제1부는 『Radio ToHeart2』, 제2부는『우타와레루모노 라디오』의 각자 공개녹음으로(다른 한쪽의 게스트로, 다른 한쪽의 진행자가 출연하는 코너가 있었다. 제2부에선 코야마 츠요시와 이토 시즈카가 하쿠오로의 가면을 쓰고, 유즈키 료카와 오치아이 유리카가 에루루의 귀를 붙였다), 제3부는『ToHeart2』와『우타와레루모노』관련의 노래 라이브 코너였다.
덧붙여 디퍼 아리아케는 이토 시즈카가 팬인 미자와 미츠하루가 소속되어 있는 프로 레슬링단체『프로레슬링·노아』의 본거지여서, 당일엔 이토 시즈카가 미자와의 이미지 컬러『녹색』원피스를 입고 등장했다.
또, 이 이벤트는 아쿠아플러스의 통신판매한정으로 대부분 노컷으로 DVD화되어, 후에 블루레이디스크가 시판되었다.

## CD RATED
TV 애니메이션 ToHeart2의 DVD초회판에 부속되었던 특별판. 정식 타이틀은 Radio ToHeart2 in CD Rated. 전 7회

### 코너
王様の耳は猫の耳(임금님 귀는 고양이 귀)
그 회의 게스트가 진행자 2사람에 대해서 말하는 코너. 그 사이 퍼스널리트는 부스에서 쫓겨나 뭘 말했는지는 DVD가 발매될때까지 모른다.
뒤에 그 반대가 되는 코너가 본방송에서 등장한다.
Vol.1에선 진행자가 각자 상대방에 대해서 이야기 했다. 그리고 Vol.7에선 상대방의「좋아진 점」에 대해서 이야기했다.

### 게스트
- Vol.2 나츠키 리오(루시・마리아・미소라 역)
- Vol.3 나카지마 사키(사사모리 카린 역)
- Vol.4 리키마루 노리코(코마키 마나카 역)
- Vol.5 요시다 코나미(히메유리 루리 역), 이시즈카 사요리(히메유리 산고 역)
- Vol.6 나바타메 히토키(토나미 유마 역)

## 주제가
- 오프닝 테마
  - 「Hello」(TV애니메이션 ToHeart2의 오프닝 테마곡)(제1회 - 제25회）
노래：池田春菜, 작사：須谷尚子, 작곡：下川直哉, 편곡：下川直哉・松岡純也
  - 「Heart To Heart」(게임 ToHeart2의 오프닝 테마곡)(제26회 - 제64회・제99회 - )
노래：中山愛梨沙, 작사：須谷尚子, 작곡：中上和英, 편곡：豆田将
  - 「一番星」(OVA ToHeart2의 오프닝 테마곡)(제65회 - 제96회)
노래：Suara, 작사：U, 작곡：石川真也, 편곡：衣笠道雄
- 엔딩테마
  - 「トモシビ」 （TV 애니메이션 ToHeart2의 엔딩 테마곡)(제1회 - 제25회・제97회・제98회・제116회）
노래：Suara, 작사・작곡：巽明子, 편곡：4 Trees Music
  - 「ありがとう」(게임 ToHeart2의 엔딩 테마곡)(제26회 - 제77회・제116회)
노래：AKKO, 작사：須谷尚子, 작곡：下川直哉, 편곡：豆田将

제78회 이후부터는 주마다 게임안의 캐릭터 테마곡을 중심으로 방송한다.

## CD
- 라디오CD『Radio ToHeart2』Vol.1 2006년 11월 25일 발매
- 라디오CD『Radio ToHeart2』Vol.2 2006년 12월 23일 발매
- 라디오CD『Radio ToHeart2』Vol.3 2007년 4월 21일 발매
- 라디오CD『Radio ToHeart2』Vol.4 2007년 7월 27일 발매
- 라디오CD『Radio ToHeart2』Vol.5 2007년 12월 21일 발매